# Российский Пагуошский комитет
Российский Пагуошский комитет — национальный комитет Пагуошского движения учёных (Нобелевская премия мира 1995 г.), действующий в качестве научно-координационного и научно-консультативного органа при Президиуме Российской академии наук.
Основан в Москве в августе 1957 г. как Советский Пагуошский комитет.
Основные направления научной деятельности:
- разоружение, сокращение и нераспространение оружия массового уничтожения;
- международная и региональная безопасность;
- противодействие международному терроризму;
- преодоление голода и эпидемий;
- энергетическая и экологическая безопасность;
- защита прав и свобод человека;
- социальная ответственность научного сообщества;
- история международных отношений.

В состав Комитета входят академики и члены-корреспонденты РАН, научные сотрудники учреждений РАН, а также (по согласованию) видные представители вузов и неправительственных организаций России. Состав Комитета и Положение о нем утверждается постановлением Президиума РАН.
Высший руководящий орган — Общее собрание, в промежутках между его сессиями руководство осуществляется Президиумом в составе председателя, заместителей председателя, учёного секретаря и членов Президиума.
Председатели Комитета:
- вице-президент АН СССР академик А. В. Топчиев (1957—1962);
- вице-президент АН СССР академик В. А. Кириллин (1963—1964);
- вице-президент АН СССР академик М. Д. Миллионщиков (1964—1973);
- академик-секретарь Отделения ядерной физики АН СССР академик М. А. Марков (1973—1987);
- директор Института химической физики им. Н. Н. Семёнова РАН академик В. И. Гольданский (1987—2001);
- Чрезвычайный и Полномочный Посол Российской Федерации академик Ю. А. Рыжов (2001—2012);
- академик-секретарь Отделения глобальных проблем и международных отношений РАН академик А. А. Дынкин (2012—2023);
- президент Национального исследовательского центра "Курчатовский институт" член-корреспондент РАН М. В. Ковальчук (утверждён постановлением Президиума РАН от 13 июня 2023 г. № 125 "О председателе Российского Пагуошского комитета").

Заместители председателя Комитета (на 2023 г.) — доктор политических наук Н. К. Арбатова (с 2012 г.), доктор физико-математических наук А. С. Гинзбург (с 2009 г.), доктор политических наук профессор А. И. Никитин (с 1994 г.), учёный секретарь — М. А. Лебедев (с 1999 г.).
В разные годы членами комитета — участниками Пагуошского движения учёных были академики АН СССР (с 1991 г. — РАН) Е. Н. Аврорин, Г. А. Арбатов, Л. А. Арцимович, В. С. Авдуевский, А. А. Благонравов, Н. Н. Боголюбов, Е. П. Велихов, А. П. Виноградов, Б. М. Вул, М. М. Дубинин, Н. С. Ениколопов, А. А. Имшенецкий, П. Л. Капица, В. А. Каргин, Н. П. Лавёров, Б. В. Литвинов, С. С. Медведев, Н. А. Платэ, Е. М. Примаков, О. А. Реутов, А. Д. Сахаров, Н. Н. Семёнов, А. Н. Сисакян, Н. М. Сисакян, Д. В. Скобельцын, А. Н. Тавхелидзе, И. Е. Тамм, В. Г. Трухановский, А. Н. Туполев, Е. К. Фёдоров, Л. П. Феоктистов, А. В. Фокин, В. Е. Фортов, И. М. Франк, С. Н. Хаджиев, В. М. Хвостов, П. А. Черенков, В. А. Энгельгардт; члены-корреспонденты АН СССР В. С. Емельянов, И. С. Исаков, Н. В. Карлов, Е. А. Коровин, А. М. Кузин, Ю. В. Ризниченко, Н. Т. Федоренко; профессор С. П. Капица и другие.
В составе Комитета (декабрь 2024 г.) — 30 членов, в том числе 16 академиков РАН (Арбатов А. Г., Балега Ю.Ю., Барановский В. Г., Бондур В.Г., Долгушкин Н. К., Дынкин А.А, Егоров М.П., Забродский А.Г., Зелёный Л.М., Илькаев Р. И., Колесников С. И., Литвак А.Г., Мясоедов Б. Ф., Рогов С. М., Рыкованов Г.Н, Трубников Г.В.) и три члена-корреспондента РАН (Абрамова И.О., Иванов И. С., Ковальчук М.В.), научные сотрудники академических институтов, а также представители вузов и неправительственных организаций России.
При Комитете действует Молодёжное отделение (с 1988 г.).
Общее руководство Комитетом осуществляет Президиум РАН.